# Paralastor constrictus
Paralastor constrictus är en stekelart som beskrevs av Perkins 1914. Paralastor constrictus ingår i släktet Paralastor och familjen Eumenidae. Inga underarter finns listade i Catalogue of Life.